# Kiều Bích Hậu
Kiều Bích Hậu là nhà văn, nhà thơ, nhà báo, dịch giả, biên tập viên, đại diện văn học, hiện đang sinh sống tại Việt Nam. Bà làm việc tại Ban Đối ngoại, Hội Nhà văn Việt Nam.

## Tiểu sử
Nhà văn, nhà báo Kiều Bích Hậu sinh năm 1972 tại tỉnh Hưng Yên, Việt Nam. Cử nhân tiếng Anh. Bà là Hội viên Hội Nhà văn Việt Nam, Biên tập viên Tạp chí văn hóa NEUMA, Biên tập viên Tạp chí văn học Humanity (Nga), Đại sứ Nhà xuất bản Ukiyoto của Canada tại Việt Nam. Bà là Nhà sáng lập, đồng thời là Trưởng nhóm HFT (Nhóm Nữ dịch giả Hà Nội, hay còn gọi là Nhóm Hồng hà nữ sĩ. Nhóm được thành lập tháng 10.2020, gồm 5 thành viên ban đầu).
Kiều Bích Hậu bắt đầu sự nghiệp văn chương bằng những truyện ngắn viết cho thiếu nhi từ thập niên 80 khi còn là học sinh bậc Trung học cơ sở. Điển hình là truyện nhiều kỳ "Đồi ấy có ma", đăng nhiều kỳ trên báo Thiếu niên tiền phong, thu hút mạnh bạn đọc lứa tuổi thiếu niên.
Khi Kiều Bích Hậu trở thành sinh viên trường Đại học Sư phạm Ngoại ngữ Hà Nội, chị đã đoạt Giải thưởng Văn học đầu tiên “Tác phẩm tuổi xanh” năm 1992, với truyện ngắn hiện thực huyền ảo đăng báo Tiền phong “Huyền thoại về người đẹp”.
Kể từ năm 2007, sau giải Nhì cuộc thi truyện ngắn do báo Văn nghệ tổ chức với truyện ngắn nổi tiếng “Đợi đò”, nhà văn Kiều Bích Hậu đạt đến thời kỳ đỉnh cao của mình khi xuất bản liên tiếp 22 tựa sách, hầu hết là các tập truyện ngắn, 5 cuốn tiểu thuyết, 1 tập thơ song ngữ Anh - Ý (xuất bản tại Ý), 1 tập tản văn, 1 tập thơ tiếng Anh, 1 tập truyện ngắn tiếng Anh, 1 tập truyện dịch. Bà được coi là một trong những cây bút nữ xuất sắc, có phong cách vừa lãng mạn, lại sâu cay, hóm hỉnh châm biếm nhẹ nhàng mà thâm thúy. Bà cũng là cây bút nữ thể hiện những đề tài mới mẻ, trường bao quát rộng, do đi thực tế nhiều cả ở Việt Nam, châu Á, châu Âu, và với phổ rộng quan hệ, cũng như mối giao lưu văn chương quốc tế phong phú. Đồng thời, bà cũng là một trong số rất hiếm nhà văn Việt Nam có thể sáng tác song ngữ.
Kể từ năm 2019, nhà văn Kiều Bích Hậu tập trung vào việc kết nối với các nhà văn, biên tập viên các tạp chí, báo, nhà xuất bản nước ngoài để dịch và giới thiệu tác phẩm văn học Việt Nam ra nước ngoài. Bà cũng dấn thân vào công việc mới mẻ, đó là làm đại diện văn học, thay mặt cho các nhà văn Việt Nam, giới thiệu tác phẩm của đồng nghiệp ra ngoài biên giới. Bà đã cùng nhóm Nữ dịch giả Hà Nội (Nhóm Hồng Hà nữ sĩ) tổ chức dịch và đưa hàng chục tựa sách văn học Việt Nam xuất bản ở nước ngoài từ năm 2019. Với những hoạt động tích cực và hiệu quả trong kết nối và dịch, xuất bản tác phẩm văn học Việt Nam ra nước ngoài, bà đã được Hội văn học nghệ thuật Danube và Nhà xuất bản AB ART của Hungary trao tặng Giải thưởng Nghệ thuật Danube năm 2022.
Bà tham gia nhiều hoạt động văn học quốc tế, giới thiệu nhiều nhà thơ, nhà văn Việt Nam tham gia các sự kiện giao lưu, tọa đàm, trao đổi văn học quốc tế trực tuyến, cũng như tham gia nhiều dự án văn học đa quốc gia, tham gia thực hiện các hợp tuyển thơ văn song phương và đa phương.

## Tác phẩm
- Đường yêu (Tập truyện ngắn, NXB Hội Nhà văn, 2007)
- Sóng mồ côi (Tập truyện ngắn, NXB Văn học, 2010)
- Mây vàng (Tập truyện ngắn, NXB Phụ nữ, 2011)
- Theo dấu loa kèn (Tập truyện ngắn, NXB Văn hóa - Văn nghệ thành phố Hồ Chí Minh, 2011)
- Xuyến chi xanh (Tiểu thuyết, NXB Phụ nữ, 2012)
- Dị mộng (Tập truyện ngắn, NXB Văn hóa - Văn nghệ thành phố Hồ Chí Minh, 2012)
- Thay đổi người Việt (Tập tản văn, NXB Hội Nhà văn, 2014)
- Quán chuột (Tập truyện ngắn, NXB Phụ nữ, 2015)
- Hoa hồng không ở cùng mắm tôm (Tập truyện ngắn, NXB Phụ nữ, 2017)
- Smart Wife - Vợ ảo (Tập truyện ngắn, NXB Phụ nữ, 2019)
- The last song - Nốt cuối của bản nhạc Jazz (Tuyển tập thơ-truyện ngắn tiếng Anh, 2019)
- Vị tướng 9 năm ở nhà con Rồng (Tập bút ký, NXB Hội Nhà văn 2020)
- Mũi tên đỏ vút bay (Tập truyện ngắn, NXB Dân Trí, 2020)
- Ẩn số (Tập thơ song ngữ Anh-Ý, NXB IQdB by Stefano Donno, 2020)
- Trời là ta ở tột cùng nhân bản (Tập truyện ngắn – NXB Hội Nhà văn, 2021)
- Lời thề Budapest (Tiểu thuyết – NXB Văn học, 2021)
- Mối tình bất tử (Tiểu thuyết – NXB Dân Trí, 2022)
- Là người, cũng là ma quỷ (Tiểu thuyết – NXB Ukiyoto Canada, 2022)
- Nơi anh thuộc về (Tiểu thuyết – NXB Dân Trí, 2022)
- 5 sights of light (Tập thơ tiếng Anh, NXB Ukiyoto Canada, 2022)
- Nỗi sợ (Tập truyện dịch - NXB Hội Nhà văn, 2022)
- From Red river to Blue Danube (Tập thơ - NXB Ukiyoto Canada, 2023)

## Giải thưởng văn học
- Giải thưởng “Tác phẩm tuổi xanh” do Báo Tiền phong và trường Viết văn Nguyễn Du trao tặng năm 1992.
- Giải Nhì cuộc thi Truyện ngắn do báo Văn nghệ (Hội nhà văn Việt Nam) trao tặng năm 2007.
- Giải thưởng cuộc thi Truyện ngắn do Tạp chí Văn nghệ quân đội trao tặng năm 2009.
- Giải thưởng truyện ngắn xuất sắc nhất năm 2015 do Tạp chí Văn nghệ quân đội trao tặng.
- Giải thưởng Truyện ngắn và Bút ký về đề tài Hải quân do Bộ tư lệnh Hải quân trao tặng năm 2015.
- Giải thưởng Nghệ thuật Danube của Hungary năm 2022
- Giải thưởng đặc biệt của Liên hoan thơ châu Âu lần thứ 13 tại Italy năm 2023.
- Giải thưởng lớn Hàn Quốc 2023 do Hội nhà báo Hàn Quốc và Liên đoàn nhà báo quốc tế tại Hàn Quốc trao tặng

## Từng tham gia các sự kiện văn học quốc tế:
- Festival thơ châu Âu 2020-2021 do Ngôi nhà thơ Como (Ý) tổ chức;
- Liên hoan nghệ thuật Sofia GlosiFest 2020 tại Sofia, Bulgaria;
- Liên hoan thơ trực tuyến thế giới 2020
- Là thành viên Ban tổ chức Liên hoan thơ thế giới 2022 (WFP) tại Tây Ban Nha và Bồ Đào Nha.
- Tham gia “Liên hoan quốc tế các nhà văn viết tiếng Hàn lần 8” tại Hàn Quốc từ 1-4.11.2022
- Là đại diện duy nhất của Việt Nam được mời tham dự và đọc thơ tại Liên hoan thơ Quốc tế lần VII diễn ra từ ngày 14-18.11.2022 tại thành phố Mexico (Mexico) với chủ đề “Văn hóa và tình anh em”. Bài thơ tác giả Kiều Bích Hậu trình diễn tại Liên hoan là “The divine emptiness” (Sự trống rỗng thiêng liêng). Ngoài ra, hai bài thơ khác mà tác giả viết trực tiếp bằng tiếng Anh: “You are a strong wind” (Anh là cơn gió lớn), “The song of Red River” (Bài ca sông Hồng) cũng lần đầu được giới thiệu tại Liên hoan thơ này.
- Là đại diện duy nhất của Việt Nam tham gia Liên hoan thơ châu Âu (Europa in versi) lần thứ 13 tại Como (Ý) tháng 5.2023